# Dioscorea uruapanensis
Dioscorea uruapanensis är en enhjärtbladig växtart som beskrevs av Eizi Matuda. Dioscorea uruapanensis ingår i släktet Dioscorea och familjen Dioscoreaceae. Inga underarter finns listade i Catalogue of Life.